# Vitspindling
Vitspindling (Cortinarius barbatus) är en svampart som först beskrevs av August Johann Georg Karl Batsch, och fick sitt nu gällande namn av Melot 1989. Vitspindling ingår i släktet Cortinarius och familjen spindlingar.  Arten är reproducerande i Sverige. Inga underarter finns listade i Catalogue of Life.